# Арена (активная защита)

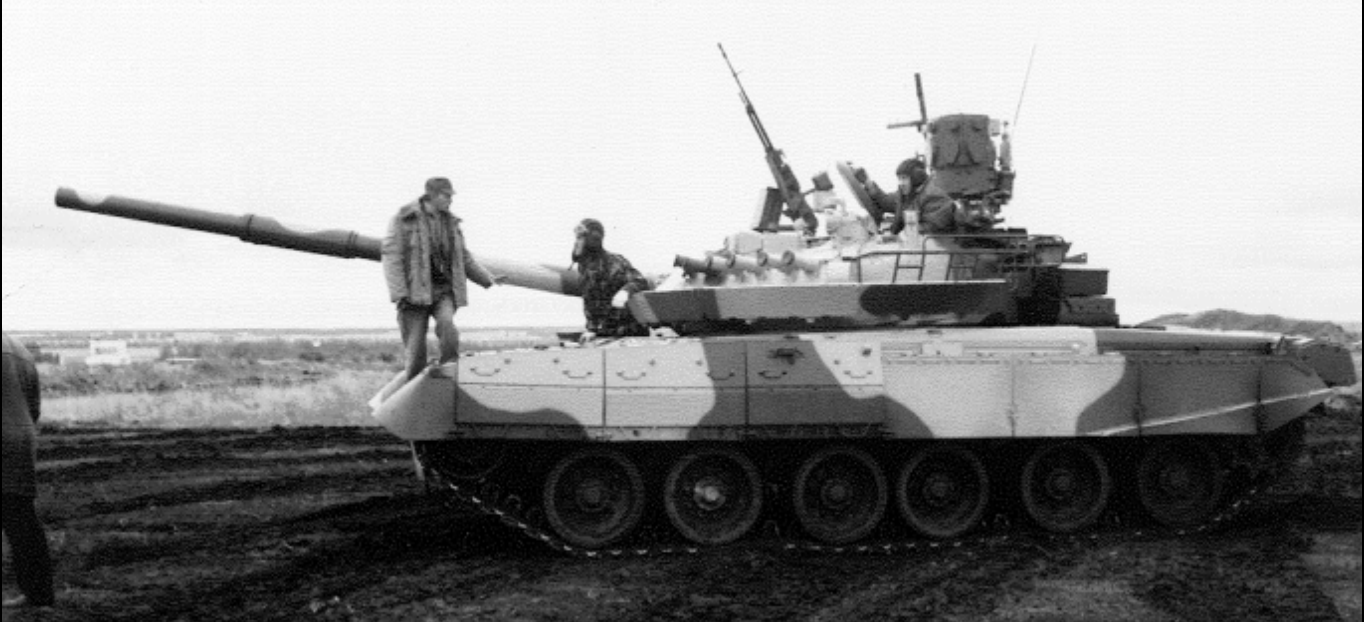
«Арена» Т-80У-М1

Схема боевого перехвата Арены
1. Защитные бункеры
2. Радар
3. Защитные осколки
4. Противотанковая ракета
5. Фаза отслеживания

«Аре́на» — комплекс активной защиты (КАЗ) танка. Предназначен для защиты танков от противотанковых кумулятивных зарядов, ПТУР и снарядов.

## История

### Разработка
Разработка комплекса была начата в СССР в 1980-х годах, принят в 1993, впервые показан в 1997 году.
Задействованные структуры
- Главный конструктор — Гущин Николай Иванович.
- Комплекс в целом — Конструкторское бюро машиностроения, Коломна, Московская обл. (головное учреждение-разработчик),[1] совместно с Конструкторским бюро приборостроения, Тула;[2]
- Бортовой вычислитель — Научно-исследовательский институт физических проблем, Зеленоград, Москва;[3]
- Взрыватели — Научно-исследовательский технологический институт, Балашиха, Московская область.[4]

Работа над комплексом, приостановленная в начале 1990-х годов, была возобновлена после штурма Грозного российской армией с декабря 1994 по март 1995 года и потерь в живой силе, технике с федеральной стороны, в частности в танках. Министр обороны РФ генерал армии Павел Грачёв признал в ходе состоявшейся ещё до окончания боёв в Грозном научно-технической конференции в Кубинке 20 февраля 1995 года, что непропорционально высокие потери танков явились результатом низкой степени эффективности применявшихся средств защиты бронетехники, что и ставило вопрос относительно оснащения войск более эффективными средствами защиты танков.

### На мировом рынке вооружения
Танк Т-80УМ-1 с КАЗ «Арена» был впервые публично продемонстрирован на выставке вооружения и военной техники в Омске осенью 1997 года. Базовая стоимость комплекса для Южной Кореи с учётом наценок и издержек составила 300 000 долларов США по состоянию на 2006 год.

### Использование на технике
КАЗ «Арена-М» может быть установлена на прошедшие модернизацию танки Т-72Б3, Т-80БВМ, Т-90М "Прорыв" и БМПТ "Терминатор". Были проведены успешные испытания на БМП-3.

## Принцип действия
Состоит из многофункциональной радиолокационной станции (РЛС) с «мгновенным» обзором пространства во всём защищаемом секторе и высокой помехозащищённостью, бортового вычислителя, пульта управления, двух блоков преобразования, распределительной коробки, комплекта кабелей, защитных боеприпасов в установочных шахтах.
Для прицельного поражения ракет и гранат противника применяются защитные боеприпасы узконаправленного действия, обладающие очень высоким быстродействием и размещённые по периметру башни танка в специальных установочных шахтах (танк несёт 26 таких боеприпасов).
Последовательность работы комплекса следующая: после его включения с пульта управления командира танка все дальнейшие операции выполняются в автоматическом режиме. РЛС обеспечивает поиск целей, подлетающих к танку. Затем, станция переводится в режим автосопровождения, вырабатывая параметры движения цели и передавая их в компьютер, который выбирает номер защитного боеприпаса и время его срабатывания. Защитный боеприпас образует пучок поражающих элементов, уничтожающих цель на подлёте к танку. Время от обнаружения цели до её поражения — не более 70 мс. Через 200-400 мс после защитного выстрела комплекс вновь готов «расстрелять» очередную цель. Каждый защитный боеприпас обстреливает свой сектор, причём сектора близкорасположенных боеприпасов перекрываются, что обеспечивает перехват нескольких целей, приближающихся с одного направления. Комплекс является всепогодным и «всесуточным», он способен работать при движении танка, при повороте башни. Важной проблемой, которую удалось успешно разрешить разработчикам комплекса, явилось обеспечение электромагнитной совместимости нескольких танков, оснащенных «Ареной» и действующих в единой группе.
Комплекс практически не накладывает ограничений на формирование подразделений танков по условиям электромагнитной совместимости. «Арена» не реагирует на цели, находящиеся на удалении более 50 м от танка, на малоразмерные цели (пули, осколки, малокалиберные снаряды), не представляющие непосредственной угрозы для танка, на удаляющиеся от танка цели (в том числе и собственные снаряды), на малоскоростные предметы (птицы, комья земли и т. п.). Приняты меры для обеспечения безопасности сопровождающей танк пехоты: опасная зона комплекса (20-30 м) — относительно мала, при срабатывании защитных снарядов не образуется побочных убойных осколков. имеется внешняя световая сигнализация, предупреждающая пехотинцев, находящихся позади танка, о включении комплекса.
Оснащение танка Т-80 «Ареной» позволяет поднять выживаемость танка при проведении наступательных операций приблизительно в два раза. При этом стоимость потерь танков, оснащенных КАЗ, уменьшается в 1,5-1,7 раз. Его применение особенно эффективно в условиях локальных конфликтов когда противоборствующая сторона имеет на вооружении лишь лёгкие противотанковые средства.

## Тактико-технические характеристики
- Диапазон скоростей поражаемых целей: 70-700 м/с
- Сектор защиты по азимуту: 270°
- Дальность обнаружения подлетающих целей: 50 м
- Время реакции комплекса: 0,07 с
- Количество защитных боеприпасов: 22
- Размер опасной зоны для пехоты сопровождения: 30 м
- Энергопотребление: 1 кВт
- Напряжение питания: 27 В
- Масса комплекса: 1100-1300 кг
- Объём аппаратуры комплекса внутри башни: 30 дм^3

## Модификации
- «Арена-Э» — экспортная версия базовой модели.[8]
- «Арена-М» — усовершенствованная версия.[9]